# Karibhanthnal, Basavana Bagevadi
Karibhanthnal là một làng thuộc tehsil Basavana Bagevadi, huyện Bijapur, bang Karnataka, Ấn Độ.